# Claire Young
Claire Young, née en 1974, est une personnalité politique britannique, membre des Libéraux-démocrates. Elle est députée de Thornbury and Yate depuis 2024.
Elle occupe le poste de leader du Conseil du South Gloucestershire jusqu'à son entrée au Parlement britannique.

## Biographie

### Carrière professionnelle
Claire Young est leader du Conseil du South Gloucestershire jusqu'à son admission au parlement britannique. 

### Carrière politique
Claire Young tente de se présenter au siège Thornbury and Yate en 2017 et 2019. 
En 2024, elle est élue députée de Thornbury and Yate avec 20 815 voix, succédant à de Luke Hall. Dans son discours inaugural, elle exprime son désir d'améliorer les services ferroviaires, de soutenir les jeunes et les industries locales, et de résoudre les problèmes de financement des écoles et des soins dentaires, tout en luttant contre la crise climatique et la congestion routière. 